# Vasko Kalezić
Vasko Kalezić (in serbo Васко Калезић?; 14 marzo 1994) è un calciatore montenegrino, centrocampista del Sutjeska.

## Carriera

### Club
Ha cominciato la carriera con la maglia del Mladost Podgorica, per cui ha esordito in Prva crnogorska fudbalska liga il 6 aprile 2013: ha sostituito Vladimir Savićević nella partita persa per 4-1 sul campo del Grbalj, sfida in cui è stato autore del gol in favore della sua squadra. Il 4 luglio 2013 ha giocato la prima partita nelle competizioni europee per club, nei turni preliminari dell'Europa League: è subentrato a Bojan Kaljević nella sconfitta per 2-1 contro il Videoton.
Il 29 gennaio 2014, Kalezić ha firmato un contratto biennale con i norvegesi dell'Hønefoss, compagine all'epoca militante in 1. divisjon, secondo livello del campionato locale. Il 6 aprile successivo ha quindi esordito in squadra, subentrando ad Andrija Kaludjerović nella sconfitta per 4-3 arrivata sul campo del Bærum.
Il 25 marzo 2015, Kalezić è stato ceduto proprio al Bærum, con la formula del prestito, fino al 14 agosto successivo: ha scelto di vestire la maglia numero 10. Il 6 aprile ha giocato la prima partita con questa maglia, schierato titolare nella sconfitta per 3-1 in casa del Sogndal. È poi tornato all'Hønefoss, dove ha concluso la stagione ed è rimasto svincolato.
A febbraio 2016, Kalezić si è accordato con i moldavi del Dacia Chișinău. Ha debuttato in Divizia Națională il 5 marzo, subentrando a Serhij Zahynajlov nella vittoria per 0-1 arrivata sul campo dello Speranța Nisporeni.
In vista della stagione 2016-2017, si è accordato con i ciprioti dell'Anagennisi Deryneia. Il 21 agosto 2016 ha esordito in squadra, schierato titolare nella sconfitta per 1-0 patita sul campo dell'AEL Limassol.
A febbraio del 2017 ha fatto ritorno in Montenegro, per giocare nello Zeta. L'11 marzo 2017 è tornato pertanto a calcare i campi da calcio locali, trovando anche una rete nella vittoria per 0-3 arrivata sul campo dello Jedinstvo Bijelo Polje.
Nell'estate del 2017 ha firmato per i serbi del Vojvodina: ha disputato la prima partita in Superliga, quando ha sostituito Park In-hyeok nel 3-1 inflitto al Napredak Kruševac.
La stagione seguente è tornato nuovamente in Montenegro, per militare nelle file dell'OFK Titograd, nuova denominazione del Mladost Podgorica. Nell'estate 2019 si è accordato con i bosniaci del Velež Mostar: ha esordito in Premijer Liga il 17 agosto, schierato titolare nella vittoria per 1-0 sul Široki Brijeg.
A gennaio del 2020 è tornato ancora in Montenegro, per giocare nel Budućnost. Nell'estate successiva ha firmato nuovamente per lo Zeta.

### Nazionale
Nel 2014 ha giocato una partita con la nazionale montenegrina Under-21.
Nel 2020 ha giocato una partita con la nazionale maggiore montenegrina.

## Statistiche

### Presenze e reti nei club
Statistiche aggiornate al 24 febbraio 2023.
| Stagione            | Squadra             | Campionato          | Campionato | Campionato | Coppe nazionali | Coppe nazionali | Coppe nazionali | Coppe continentali | Coppe continentali | Coppe continentali | Altre coppe | Altre coppe | Altre coppe | Totale | Totale | Totale |
| Stagione            | Squadra             | Comp                | Pres       | Reti       | Comp            | Pres            | Reti            | Comp               | Pres               | Reti               | Comp        | Pres        | Reti        | Pres   | Reti   |        |
| ------------------- | ------------------- | ------------------- | ---------- | ---------- | --------------- | --------------- | --------------- | ------------------ | ------------------ | ------------------ | ----------- | ----------- | ----------- | ------ | ------ | ------ |
| 2012-2013           | Mladost Podgorica   | 1L                  | 2          | 1          | CM              | ?               | ?               | -                  | -                  | -                  | -           | -           | -           | 2+     | 1+     |        |
| 2013-gen. 2014      | Mladost Podgorica   | 1L                  | 10         | 1          | CM              | ?               | ?               | UEL                | 2                  | 0                  | -           | -           | -           | 12+    | 1+     |        |
| 2014                | Hønefoss            | 1D                  | 14         | 0          | CN              | 2               | 0               | -                  | -                  | -                  | -           | -           | -           | 16     | 0      |        |
| mar.-ago. 2015      | Bærum               | 1D                  | 10         | 0          | CN              | 3               | 0               | -                  | -                  | -                  | -           | -           | -           | 13     | 0      |        |
| ago.-dic. 2015      | Hønefoss            | 1D                  | 2          | 0          | CN              | -               | -               | -                  | -                  | -                  | -           | -           | -           | 2      | 0      |        |
| Totale Hønefoss     | Totale Hønefoss     | Totale Hønefoss     | 16         | 0          |                 | 2               | 0               |                    | -                  | -                  |             | -           | -           | 18     | 0      |        |
| feb.-giu. 2016      | Dacia Chișinău      | DN                  | 4          | 0          | CM              | 1               | 0               | -                  | -                  | -                  | -           | -           | -           | 5      | 0      |        |
| 2016-feb. 2017      | Anagennisi Deryneia | A                   | 14         | 0          | CC              | ?               | ?               | -                  | -                  | -                  | -           | -           | -           | 14+    | 0+     |        |
| feb.-giu. 2017      | Zeta                | 1L                  | 13         | 3          | CM              | -               | -               | -                  | -                  | -                  | -           | -           | -           | 13     | 3      |        |
| giu.-lug. 2017      | Zeta                | 1L                  | 0          | 0          | CM              | 0               | 0               | UEL                | 2                  | 0                  | -           | -           | -           | 2      | 0      |        |
| ago. 2017-2018      | Vojvodina           | SL                  | 20         | 0          | CS              | 1               | 0               | UEL                | -                  | -                  | -           | -           | -           | 21     | 0      |        |
| 2018-2019           | OFK Titograd        | 1L                  | 13         | 3          | CM              | ?               | ?               | UEL                | 2                  | 0                  | -           | -           | -           | 15+    | 3+     |        |
| Totale OFK Titograd | Totale OFK Titograd | Totale OFK Titograd | 25         | 5          |                 | ?               | ?               |                    | 4                  | 0                  |             | -           | -           | 29+    | 5+     |        |
| 2019-gen. 2020      | Velež Mostar        | PL                  | 10         | 0          | CBE             | ?               | ?               | -                  | -                  | -                  | -           | -           | -           | 10+    | 0+     |        |
| gen.-giu. 2020      | Budućnost           | 1L                  | 6          | 0          | CM              | ?               | ?               | -                  | -                  | -                  | -           | -           | -           | 6+     | 0+     |        |
| 2020-2021           | Zeta                | 1L                  | 34         | 6          | CM              | 3               | 3               | UEL                | 2                  | 0                  | -           | -           | -           | 39     | 9      |        |
| Totale Zeta         | Totale Zeta         | Totale Zeta         | 47         | 9          |                 | 3+              | 3+              |                    | 2                  | 0                  |             | -           | -           | 52+    | 12+    |        |
| 2020-2021           | Yverdon             | ChL                 | 14         | 1          | CS              | 1               | 0               | -                  | -                  | -                  | -           | -           | -           | 15     | 1      |        |
| Totale carriera     | Totale carriera     | Totale carriera     | 167        | 15         |                 | 11+             | 3+              |                    | 8                  | 0                  |             | -           | -           | 186+   | 18+    |        |

## Palmarès

### Club

#### Competizioni nazionali
- Campionato montenegrino: 1

Budućnost: 2019-2020